# Jeff Mills
Jeff Mills (Detroit, 18 juni 1963) is een Amerikaans techno-dj en producer. Mills is een gerespecteerde en uiterst invloedrijke pionier geweest op het gebied van techno. Met zijn Waveform transmission-albums en zijn kortstondige rol in de Underground Resistance speelde hij een belangrijke rol in de ontwikkeling van harde techno in de jaren negentig. Zijn bekendste plaat is The Bells (1997), dat een evergreen is geworden op technofeesten. Later is Mills de eerste technomuzikant die zijn muziek door een klassiek orkest laat naspelen, en wordt hij meerdere malen gevraagd om muziek te leveren voor film- en andere kunstprojecten. In de loop van de jaren bouwt hij een vruchtbare samenwerking op met het Louvre en met het Amsterdam Dance Event.
Als dj staat Mills bekend om een buitengewoon talent voor platen draaien en mixen. Hij kan met vier draaitafels tegelijk werken en zeer snel wisselen van plaat. Ondanks zijn weinig toegankelijke muziekstijl en het ontbreken van enige concessies aan commerciële muziek, groeit hij uit tot een van de populairste dj's in de internationale technoscene. Als producer is hij zeer productief. In zijn muziek toont hij geregeld zijn fascinatie voor sciencefiction, astronomie, politiek en legendes en hieruit put hij onderwerpen voor de vele conceptalbums die hij produceert alsmede kunstprojecten waarbij Mills betrokken is. In de loop der jaren ontpopt Mills zich steeds meer als een futurist en filosoof. In zijn interviews en kunstprojecten deelt hij geregeld zijn gedachten en visie op de toekomst met het publiek. In 2013 beschrijft hij zijn visie op techno in de uitspraak: 

Techno is niet ontworpen als dansmuziek, het is bedoeld als futuristisch statement.

## Vroege jaren
Mills wordt geboren in Detroit en groeit op in een Afro-Amerikaans middenklasse gezin met vier zussen en een broer. Zijn vader is civiel technicus. Als kind leert hij op school zijn eerste instrument te bespelen. Hij kiest voor de trompet. Later in zijn schooljaren is hij ook drummer in een band. Zijn ambitie is om professioneel jazzdrummer te worden. Zijn oefeningen leiden soms tot ergernis van zijn moeder, die af en toe een schoen naar hem gooit. In 1967 moet het gezin een tijd de stad verlaten vanwege de rassenrellen die dat jaar plaatsvinden. Hij beschrijft het zelf als een van de meest indrukwekkende gebeurtenissen uit zijn jonge leven. Mills ontwikkelt in deze jaren ook zijn grote interesse voor ruimtevaart en sciencefiction.
Mills start zijn carrière als dj in de vroege jaren tachtig nadat hij zijn diploma heeft gehaald aan de Mackenzie High School in zijn geboorteplaats Detroit. Hij draait vooral elektropop, funk en hiphop en clubs. Een praktisch probleem is zijn jonge leeftijd. In de Verenigde Staten mag je pas op je 21e een club binnen waar alcohol wordt geschonken. Daarom moet hij geregeld stiekem via de achterdeur worden binnengelaten en ook via die weg weer vertrekken. Op zijn Choice-verzamelcd, die hij in 2004 voor Azuli Records samenstelt, laat hij een selectie uit zijn platenkeuze van die tijd horen. Hij combineert zijn dj-activiteiten met een studie bouwkunde.
Hij wordt ontdekt door een lokaal radiostation als hij draait op een  afterparty wanneer de tournee van Prince in Detroit is. Hij krijgt een baan aangeboden als dj bij het radiostation. Het stelt hem in staat om rond zijn 22e het huis uit te gaan. Door zijn technische begaafdheid krijgt hij de bijnaam The Wizard. Dat is ook zijn naam als dj want zijn echte naam wordt niet aan het publiek bekendgemaakt. Hij staat er vooral om bekend om zeer veel platen in korte tijd ten gehore te brengen. In 2013 wordt door rapper en plaatsgenoot Eminem gerefereerd aan deze tijd. Op zijn nummer Groundhog Day rapt hij "...and discovered this DJ who was mixing, I say it to this day, if you ain't listened to The Wizzard, you ain't have a fu**ing clue what you was missing...".
Als in de late jaren tachtig de technoscene opkomt in zijn woonplaats Detroit raakt hij daarbij betrokken. Hij is in 1989 een tijd betrokken bij de housegroep The Final Cut met producer Anthony Srock. Ze maken donker klinkende techno van invloeden uit de industrial op het album Deep In 2 The Cut. Maar ze produceren ook het veel vriendelijkere nummer Take Me Away (1989) met zangeres Bridgett Grace. Een nummer dat pas twee jaar later een hit wordt in de Britse ravescene. Het nummer wordt in 2009 nog gesampled voor de single Warrior's dance van The Prodigy.

## Underground Resistance
In november van 1989 richt hij met Mike Banks de formatie Underground Resistance op. Hij kent Banks uit de lokale muziekscene als onderdeel van Members of house, een formatie waar Mills in de late jaren tachtig ook enkele malen productiewerk voor verricht. Een hechtere samenwerking tussen het tweetal start wanneer Mills een keyboard van Banks komt lenen. De beide producers zijn het erover eens dat technoscene van Detroit vernieuwing nodig heeft. Ook zijn delen ze ontevredenheid over hoe de eerste generatie producers uit Detroit zich met de commercie ingelaten heeft. Ze bundelen hun krachten en beginnen muziek te produceren als Underground Resistance. Mills besluit er al zijn tijd in te investeren en stopt met zijn radioshow en zijn activiteiten voor Final Cut. Het uitbrengen valt echter  niet mee. Bij de labels van Derrick May en Juan Atkins vangen ze bot. Ook zien ze hoe andere plaatsgenoten worstelen met grote labels. Daarom besluiten ze zelf een label op te richten dat ook Underground Resistance als naam krijgt. In 1990 haakt ook Robert Hood aan. Hij is aanvankelijk als rapper te gast is op een van de tracks, maar kan zo goed met het duo overweg dat hij het derde lid wordt.
Het drietal brengt in de periode van 1990 tot 1992 een grote hoeveelheid singles en ep's uit zoals de Riot EP, The Punisher en The Final Frontier. In titels en artwork zitten vaak politieke boodschappen verwerkt. Als  X-101 brengen ze een gelijknamige EP uit die invloedrijk is in de opkomende hardcore-sound. Veel van de tracks uit deze periode zijn verzameld op het album Revolution For Change (1992). Onder de naam X-102 verschijnt het conceptalbum Discovers The Rings Of Saturn (1992), dat opgedragen is aan de zesde planeet. Ook andere producers krijgen de kans om platen uit te brengen op Underground Resistance. In Europa brengen ze ook platen uit op het Berlijnse Tresor.
Later in 1992 besluit Mills Underground Resistance te verlaten om een solocarrière te beginnen. Tegelijkertijd stapt ook Robert Hood op. Heel open is men niet over de reden van de breuk, al worden ruzies als reden altijd ontkent. Mills zou zich niet meer kunnen vinden in de militante wijze waarop Banks zich met Underground Resistance manifesteerde. Samen maken Mills en Hood nog het conceptalbum Atlantis als X-103. Voor zangeres Bridgett Grace produceren Mills en Banks nog de housetrack Love To The Limit (1992). In 2008 komt het drietal weer eenmalig bij elkaar voor om het X-102 album opnieuw uit te brengen met vier nieuwe tracks. Dit nieuwe album heet X-102 Rediscovers The Rings of Saturn.

## Solocarrière

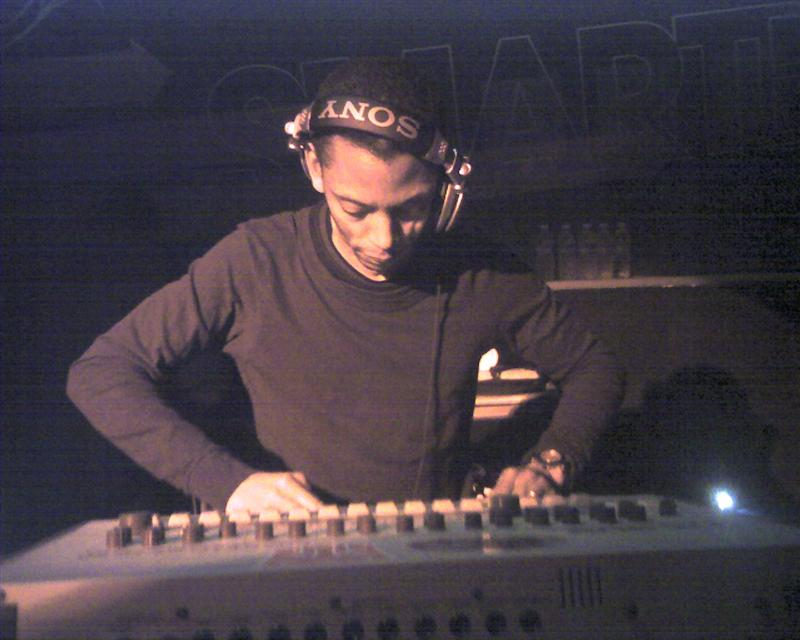
Jeff Mills in 2007

Niet lang na de breuk met Underground Resistance brengt hij het soloalbum Waveform Transmission - Volume 1 uit op het Tresor label. Het album bevat snoeiharde, donkere techno met een ongepolijst geluid. Het album zet de toon voor de producties die hij gedurende de jaren negentig zal maken onder zijn eigen naam. Het album is wordt gezien als erg invloedrijk in de ontwikkeling van harde techno.  Er verschijnt een Waveform Transmission - Volume 2, maar die wordt door Robert Hood gemaakt. Mills maakt in 1994 Waveform Transmission - Volume 3, dat een met het eerste deel vergelijkbaar geluid laat horen. Vele ep's die verschijnen, zoals Cycle 30 (1994), The Purpose maker (1995) en Java (1996) laten een vergelijkbaar beukend, donker en ongepolijst geluid horen.
In 1997 verschijnt de Kat Moda EP. Hiervan wordt het nummer The Bells zeer populair internationale technoscene en het nummer wordt ook met een videoclip op MTV uitgezonden. Het nummer wordt niet uitgebracht op een cd-single en blijft zodoende buiten de hitlijsten. Met de jaren daarop blijven dj's The Bells echter draaien en groeit het uit tot een van de grootste klassiekers uit de technoscene. In een verkiezing door Awakenings in 2017 is The Bells tot grootste technonummer ooit uitverkozen. In 1997 verschijnt ook de compilatie The Other Day, waarop diverse singles uit de jaren daarvoor staan. Het Britse Muzik magazine beschouwt dit in 2002 als een van de belangrijkste dancealbums uit de geschiedenis.
Mills blijft daarna zeer productief met een constante stroom aan singles, ep's en albums. Remixes voor anderen maakt hij maar sporadisch. Een remix die op veel mixalbums terugkeert is zijn remix voor Allerseelen (1994) van DJ Hell. Daarnaast is er ook een remix van Mills aanwezig op Crispy Bacon (1997) van Laurent Garnier en doet hij een bijdrage voor DJ Rolando op zijn Knights of the Jaguar (2000). De muziek van Mills kenmerkt zich ook doordat deze doorgaans alleen maar instrumentaal is. Een van de uitzonderingen is het nummer If uit 1999. In 1999 brengt hij ook de Skin Deep EP uit, met daarop een meer tribale stijl. Daarop ook het nummer Call Of The Wild, dat een sample van Get on the Floor (1979) van Michael Jackson gebruikt.
In de loop van de jaren negentig ontwikkelt hij zich tot een van de populairste dj's op technofeesten. Dit mede door zijn snelle draaistijl en talent om met meer dan twee draaitafels te mixen. Een zeer populaire mixcompilatie is Jeff Mills - Mix-Up Vol. 2, die in 1995 verschijnt. De technosound, die in de Liquid room in Tokio is opgenomen, wordt een belangrijk visitekaartje voor zijn dj-carrière. Zijn groeiende populariteit in Nederland brengt hem op Lowlands 1997. In de zomer van 1998 wordt hij ook door de Britse dj Pete Tong gevraagd om een 'Essential mix' te maken voor zijn programma op de BBC.
Naast de harde techno, die hem in de jaren negentig kenmerkt, ontwikkelt Mills zich op zijn albums in de loop van de jaren heen steeds meer richting techno die niet enkel geschikt is voor de dansvloer maar die ook voor de luisteraar thuis geschikt is. Zeker op de albums die na de millenniumwisseling verschijnen is de dansvloer slechts van van secundair belang. In dat opzicht is zijn soundtrack voor Metropolis (2000) een belangrijk keerpunt in de carrière van Mills. De albums die volgen zijn meer conceptgericht. Hij maakt diverse soundtracks bij reeds bestaande films en zoekt cross-overs met klassieke muziek. Vanaf 2000 volgen de albums elkaar in hoog tempo op. Veelal voor zijn film- en sciencefictionprojecten, waarbij vaak atmosferische en dromerige techno wordt gebracht. Maar ook de gewone albums zoals At First Sight (2001) en Actual (2002) worden nog uitgebracht. Vanaf Contact Special (2005) start ook zijn Sleeper wakes-serie, een feuilleton in albumvorm. Veel aandacht voor promotie is er doorgaans niet. Wanneer het album in de winkels ligt, lijkt Mills alweer bezig met het volgende project.
Een ander project waarmee Mills een wat dieper geluid opzoekt is Millsart. Hier gebruikt hij ook invloeden uit de housemuziek. Vanaf 1993 verschijnen er enkele ep's van Millsart. Vooral de Humana EP (1995) wordt daarbij gezien als een invloedrijke klassieker.  Tussen 2000 en 2003 brengt hij met Millsart vier albums uit die allemaal Every Dog Has Its Day als naam hebben, waarna het project een tijd stil ligt. Tot hij er in 2020 nieuw leven inblaast met twee nieuwe gelijknamige albums. Op zijn singles en ep's blijft hij meer dansvloergericht werk voor technofeesten uitbrengen.
In 2010 maakt hij een instrumentaal uitstapje naar een andere synthesizer. Geheel met een Roland TR-808 produceert hij het album The Drummer 26. Het is naar eigen zeggen een nostalgische trip naar zijn jeugd, waarin hij professioneel jazzdrummer wilde worden. Dit op de in zijn ogen meest sexy drumcomputer die er bestaat.  In 2013 laat hij zich inspireren door de Japanse astronaut Mamoru Mohri, die in 1992 de eerste Japanse astronaut is op een Spaceshuttle. Mills wil dan als inspiratie voor een album met iemand spreken die daadwerkelijk in de ruimte is geweest en kom met Mohri in contact via diens zoon. Op basis van de verhalen van Mohri produceert hij het album Where Light Ends. Op de B-kant laat hij tracks remixen door diverse Japanse producers. In het najaar van 2015 laat hij zich in het kader van het Amsterdam Dance Event vier dagen opsluiten in het Rembrandthuis waar hij enkele tracks produceert. Het schilderij Filosoof in meditatie, dat in het Louvre hangt is naar eigen zeggen een belangrijke inspiratiebron. Tijdens deze editie van ADE brengt hij ook een optreden van zijn Time tunnel-show, waarmee hij in een dj-set een reis langs de geschiedenis van de muziek maakt.
Een uitstapje naar de jazz maakt hij met de gelegenheidsformatie Spiral deluxe. Hij start deze formatie in 2014 met het idee om een supergroep te beginnen. Hij zoekt daarom enkele andere muzikanten die bij zijn concept passen. Gerald Mitchell, onderdeel van Underground Resistance, haakt aan als toetsenist. Voor de rest van de formatie gaat zijn blik uit naar Japan. Als tweede toetsenist vraagt hij Yumiko Ohno van de Japanse band Buffalo Daughter. Als bassist trekt hij de eveneens Japanse Kenji Hino aan. Ze maken in 2016 de ep Kobe sessions, met opnamen die in de Japanse stad zijn gemaakt. De projectnaam Spiral deluxe wordt dan nog niet gebruikt. Van dit project verschijnen daarna nog de ep's Tathata (2017) en Voodoo Magic (2018). Bij deze laatste ep is zangeres Tanya Michelle te gast.
In 2016 werkt hij samen met de Franse synthesizerpionier Jean-Michel Jarre door een bijdrage te leveren aan diens album Electronica 2: The Heart of Noise, met de track The Architect.  Later in 2016 komt hij in contact met afrobeatdrummer Tony Allen, die op dat moment net als Mills in Parijs verblijft voor het maken van opnamen. Aanvankelijk wil Allen dat Mills een bijdrage verzorgt voor een album, maar Mills doet hem een tegenvoorstel voor samenwerking. Het duo treedt vanaf december 2016 enkele malen op. In 2018 maakt het tweetal ook de ep Tomorrow Comes the Harvest. Met het dubbelalbum Moon - The Area of Influence viert hij in 2019 het 50-jarige jubileum van de maanlanding. Op het album heeft hij diverse samples verwerkt van de communicatie van de astronauten met de Nasa. Hij maakt in 2019 ook samen met de Japanse producer Ken Ishii de plaat Take No Prisoners. Daarnaast blikt hij terug op zijn loopbaan met een nieuwe compilatie. Op Sight Sound And Space, worden voor de luisteraars op die cd's de hoogtepunten van drie decennia Mills verzameld. Voor de dj's worden oude tracks opnieuw uitgegeven op  de Director's Cuts-ep's.

### Exhibitionist-dvd's
Mills brengt in 2004 de dvd Exhibitionist (2004) uit waarop dj-sets van hem in de studio integraal worden opgenomen. Hij wil daar in beeld brengen hoe hij als dj werkt en welke kunsten hij gebruikt. Hij maakt de films ook om af te rekenen met het beeld dat het produceren en draaien van elektronische dancemuziek erg eenvoudig is. De opgenomen sets gaan vergezeld van enkele interviews. In 2015 komt er een tweede deel. Op Exhibitionist 2 komt het bedienen van zijn synthesizers veel meer in beeld. Deze tweede dvd is voor Mills in Nederland de eerste keer dat hij een notering in een hitlijst krijgt.

## Platenlabels
Jeff Mills is uiterst cynisch over grote platenmaatschappijen en werkt daar zodoende niet mee samen. Hij brengt zijn werk grotendeels in eigen beheer uit. Daarvoor richtte hij in 1992 Axis records op. De eerste release daarop is de Tranquilizer EP, die hij met Robert Hood maakte. Het label is geheel onafhankelijk en regelt alle aspecten van het uitbrengen van muziek zelf. In 2012 zijn er slechts twee medewerkers en zakelijke relaties in Europese landen, voor de Europese markt. Door de jaren heen richtte hij enkele sublabels op. Dit zijn Luxury records (1993), Purpose maker (1996), Tomorrow (1999), 6277 (2003), Something In The Sky (2009), Taken (2009) en Str Mrkd (2019). De labels worden grotendeels gebruikt voor het uitbrengen eigen werk. Toch brengen ook andere artiesten zo nu en dan tracks uit op de labels van Mills zoals Robert Hood en Carl Cox.  Een Nederlander die nog weleens werk uitbrengt is DJ Surgeless (Kole Leijen). Hij produceert in 2012 ook een titelloze track met Mills. Doorgaans brengt Mills zijn werk ook op de eigen labels uit. Hoewel hij soms een ander label in de arm neemt. Hij bracht werk uit op Tresor, React records,International Deejay Gigolo Records en Azuli Records.
Wanneer Axis in 2012 twintig jaar bestaat, wordt het boek Sequence: A Retrospective of Axis Records uitgebracht. Dit 320 pagina's tellende boek gaat in op de geschiedenis en verzamelt het artwork van Mills' muziek. Bij het boek is ook een USB-stick met daarop een verzameling van de meest markante tracks die werden uitgebracht op het label. De uitgave gaat gepaard met een tournee.

## Andere projecten

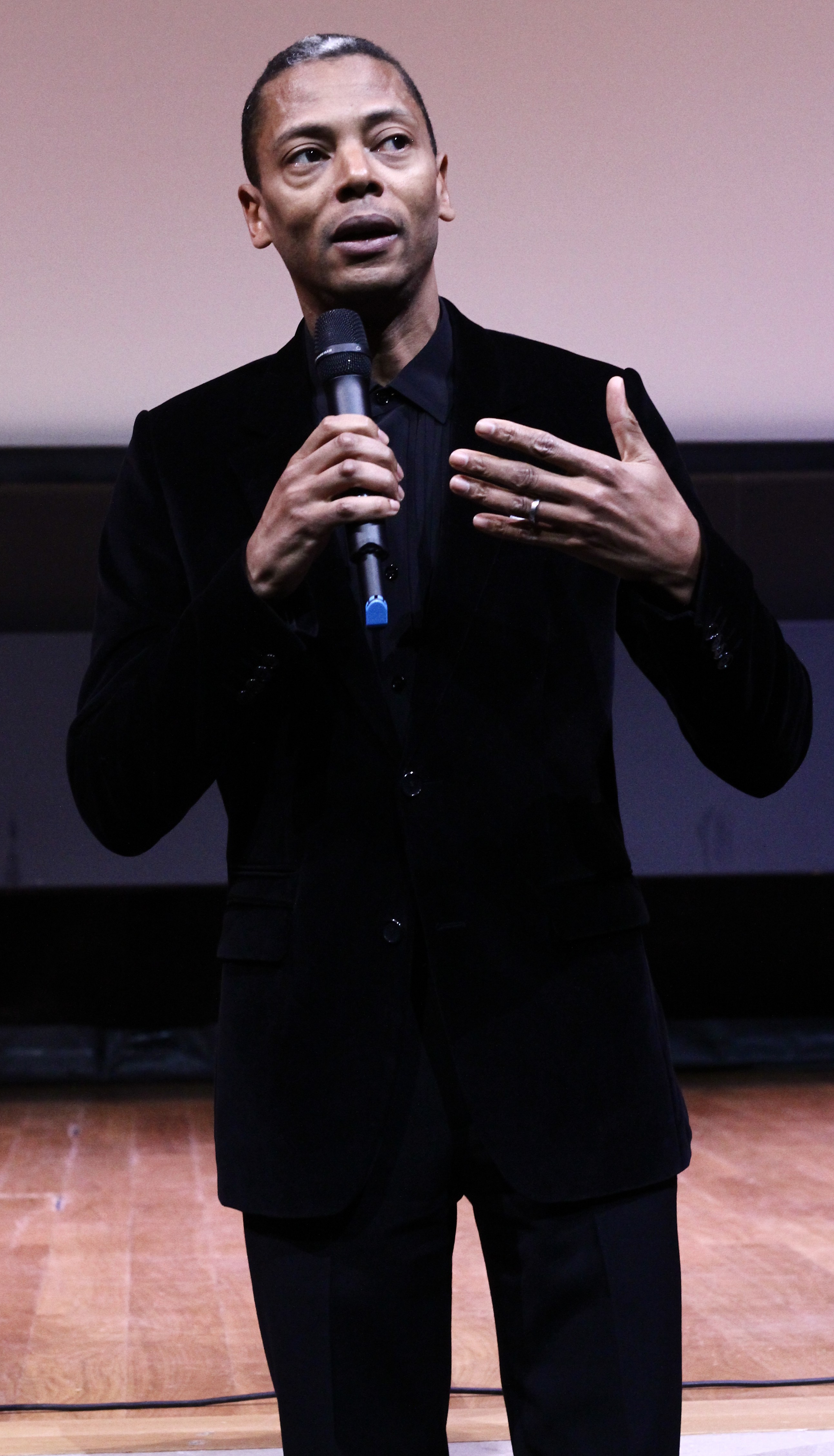
Mills presenteert 'Man From Tomorrow'

Hoewel het maken en draaien van techno zijn belangrijkste activiteit blijft, gaat Mills zich vanaf 2000 ook meer op andere projecten richten. Vooral op het gebied van film en soundtracks is hij erg actief. Ook zoekt hij de brug tussen elektronische muziek en klassieke muziek door samen te werken met filharmonische orkesten. Soms is hij ook actief als designer. Voor het Sónar-festival in Barcelona maakt hij een sculptuur van de monoliet uit de film 2001: A Space Odyssey. Deze staat gedurende het festival in de Centre de Cultura Contemporània. In 2015 ontwerpt hij ook een eigen drumcomputer met het uiterlijk van een UFO.

### Film en soundtracks
In 2000 stort Mills zich op de film Metropolis. In 1927 maakte de Duitse regisseur Fritz Lang deze stomme film als een dystopische toekomstdroom over Berlijn, de stad waar Mills dan woont. Het idee begint nadat hij na een gesprek met enkele stadsgenoten de ergernis bleek te delen over het feit dat elektronische muziek nauwelijks in films wordt gebruikt. Hij besluit er zelf iets aan te doen. Hij koopt een dvd van Metropolis en begint aan het produceren van een bijpassende soundtrack. Deze wordt in het najaar van 2000 in Centre Georges Pompidou gepresenteerd. In 2017 doet hij dit nog eens over met een uitgebreidere variant die drie uur duurt. Hij komt in 2018 naar Rotterdam om het live in de KINO te performen. In 2004 doet hij een soortgelijk project met de film Three Ages van Buster Keaton. en in 2011 de film Cyborg 2087 van Franklin Adreon. Fritz Lang is in 2012 opnieuw aan de beurt in een live-uitvoering van de film Frau im Mond op het Amsterdam Dance Event. Na zijn eerste filmprojecten weet Mills ook aansluiting te vinden met de kunstwereld. Zo presenteert hij in 2008, wederom in Centre Georges Pompidou, de futuristische film Critical Arrangements voor de expositie Le Futurisme à Paris. De expositie staat in het teken van het honderdjarig bestaan van het Manifest van het Futurisme van de Italiaanse avant-gardist Filippo Tomasso Marinetti. Hij maakt enkele fragmenten met collages uit oud beeldmateriaal dat met futurisme te maken heeft en laat het begeleiden door zijn muziek. Voor zijn bijdrage, en eerdere projecten, wordt Mills door de Franse regering onderscheiden. In Nederland vindt hij een samenwerking op filmgebied met vj Heleen Blanken. Ze maken de korte filmpjes Spacetime Continuum en The Alignment die worden begeleid met Mills' muziek. In 2014 werkt hij mee aan de film Man From Tomorrow van de Franse filmmaakster Jacueline Caux. Hij maakt de muziek voor de film en is als een schaduw te zien. In een voice-over spreekt hij in de film over zijn visie op de toekomst. Hij voorspelt er dat over 100 jaar muziek zal zijn vervangen door een andere wijze om dezelfde emoties over te kunnen brengen. Ook voorspelt hij dat de mensheid nog eens honderd jaar verder verspreid zal wonen over verschillende planeten. De 45 minuten durende film wordt vertoond in het Louvre en later ook in New York en Berlijn. In 2014 nodigt het Louvre hem weer uit om een film te maken. Dit wordt Life To Death And Back, dat in 2015 in de Egyptische vleugel wordt vertoond. De film gaat in op het leven en reïncarnatie in de cultuur van het Egypte van de oudheid. In 2015 maakt hij ook weer een soundtrack album. Ditmaal is Woman in the Moon, ook weer van Fritz Lang, aan de beurt. Die wordt gepresenteerd op het Amsterdam Dance Event. Ook in de Japanse filmscène is zijn naam intussen bekend geraakt. In 2017 betrekt regisseur Tatsushi Omori Mills bij de soundtrack voor zijn het moorddrama And Then There Was Light (Hikari). De muziek daarvan wordt op een apart album uitgebracht op het Axis-label. In 2018 is de filmklassieker Le voyage dans la lune van Georges Méliès uit 1902 aan de beurt voor een soundtrack.
Mills uit zich ook als een liefhebber van het werk van Herbert George Wells. Hij maakt in 2001 het conceptalbum Time Machine (2001) als soundtrack bij het verhaal. Vanaf 2005 komt hij met de Sleeper wakes serie die inspiratie haalt uit het werk van Wells. Het is een sciencefictionverhaal waarin voor ieder hoofdstuk een nieuw album is geproduceerd en waarbij het verhaal in de hoes van het album is afgedrukt. Tot dusver verschenen er negen delen. Dit zijn Contact Special (2005), One Man Spaceship (2006), Sleeper Wakes (2009), The Occurence (2010), The Power (2011), The Messenger (2012), Jungle Planet (2013), Emerging Crystal Universe (2014) en Free Fall Galaxy (2016). Volgens Mills zal het een project zonder einde zijn.

### Klassieke muziek
Mills zoekt ook de brug tussen klassieke muziek en zijn eigen elektronische muziek. In 2006 laat hij klassieke versies componeren van zijn bekendste platen. Met het Montpelier Philharmonic Orchestra neemt hij het album Blue Potential op. Daarop worden onder andere zijn klassiekers Sonic Destroyer en The Bells door het orkest uitgevoerd. Hij is daarmee de eerste danceartiest die op deze manier zijn muziek laat bewerken. De samenwerking met de klassiek geschoolde muzikanten loopt soms moeizaam en levert geregeld conflicten op. De verschillen van werkwijze tussen de genres vergen het nodige aanpassingsvermogen en zorgt geregeld voor weerstand. Met steun van de dirigent weet hij de muzikanten uiteindelijk mee te krijgen en het proces tot een goed einde te brengen. Toch smaakt het naar meer en er volgen meer projecten. Hij laat ook conceptalbum Where Light Ends door een orkest uitvoeren. Hiervoor werkt hij samen met Nederlander Andre de Ridder. In mei van 2015 staat hij in Cité de la Musique met zijn show 2001 - The Midnight Zone, een symfonische technosoundtrack die gebaseerd is op de film 2001: A Space Odyssey. In de zomer van 2015 staat hij ook in het Koninklijk Concertgebouw met zijn symfonie Light From the Outside World, waarvan de arrangementen door Thomas Roussell zijn gemaakt . Vervolgens slaat hij de handen ineen met de Frans-Russische componist Mikhaïl Rudy om het album When Time Splits op te nemen in een studio in het auditorium van het Louvre. Het is een bijzondere mix van  en ambient, aangevuld met elementen uit de jazz. Het album is bedoeld als een soundtrack voor de film l'Enfer, de laatste en nooit voltooide film van de Franse regisseur Henri-Georges Clouzot. Hij komt op het idee door Pascale Raynaud, die op dat moment de directrice van het auditorium is. Een soortgelijk geluid, maar dan zonder Rudy, heeft het conceptalbum Planets, dat in 2018 verschijnt. Dit album is een re-interpretatie van het gelijknamige werk van de Britse componist Gustav Holst. Dit ter ere van het honderdjarige bestaan. Daarbij heeft iedere planeet (nog inclusief Pluto) een eigen track. Hij componeert het album met het Portugese orkest Orquestra Sinfónica do Porto Casa da Música.

## Inspiratie en invloeden
De muziek van Mills behoort tot de tweede golf van Detroittechno die rond 1990 vanuit de Amerikaanse stad komt. De eerste golf werd in de vroege jaren tachtig door de Belville Three gestart. Het ontstaan van de Detroittechno werd geïnspireerd door synthesizerartiesten als Kraftwerk, Depeche Mode en Giorgio Moroder. Deze vindt daar een kruisbestuiving met het afrofuturisme van Sun Ra en George Clinton. Het werk van Mills borduurt hierop voort. Hij ontwikkelt het verder tot een harder en donkerder geluid. Hij maakt daarbij veel gebruik van de Roland TR-909-synthesizer, een machine die hij in 1986 voor het eerst in bezit krijgt. Net als veel van de andere technoproducers in Detroit put hij veel inspiratie uit sciencefiction en legenden zoals de mythe van Atlantis. Het meest karakteristiek aan de thematiek van Mills' muziek is zijn grote interesse voor astronomie en het heelal. Een zeer grote hoeveelheid muziek is vernoemd naar hemellichamen. Zijn grote interesse voor het heelal ontstaat in zijn jeugd door zijn vakanties met ouders en door strips en televisieseries zoals Lost in Space. Diverse klassieke sci-fi-films zoals Metropolis en 2001: A Space Odyssey en ook de boeken van Herbert George Wells zijn een belangrijke geweest voor de concepten in Mills' muziek. Ook klassieke muziek en jazz zijn sinds zijn jeugd een belangrijke inspiratiebron.
Mills laat zich zo nu en dan ook inspireren door zijn politieke kijk op de maatschappij. Al doet hij dat minder militant dan het Underground Resistance-collectief. Hij doet dit op subtiele wijze en houdt zich niet met partijpolitiek of de actualiteit bezig. Wanneer Mills in 2018 The Planets, van de zichzelf socialist noemende componist Gustav Holst, bewerkt, verklaart hij zelf geen socialist te zijn, en koppelt het werk los van politiek. Omdat de muziek van Mills grotendeels instrumentaal is, gebruikt hij voor zijn politieke statements doorgaans het artwork, de tracktitels en de begeleidende teksten. In 2019 laat hij zich ontvallen dat dancemuziek te veel een middenklasse-fenomeen zou zijn geworden en dat het escapisme de boventoon heeft gekregen in plaats van politiek.

### Invloed op werk van anderen
Ook de muziek van Mills zelf is van grote invloed geweest op de ontwikkeling van techno. Zijn harde geluid van de jaren negentig krijgt navolging door dj's en producers. Daarin speelt zijn album Waveform transmission vol. 1 (1992) een cruciale rol. Een artiest die vaak naar Mills wijst als groot voorbeeld is de Britse Surgeon. Ook zijn klassieke bewerkingen van dancetracks krijgen later navolging. Dj's als Derrick May, MJ Cole en Pete Tong volgen later dit voorbeeld.

## Prijzen en onderscheidingen
- DJ Awards 2003: Categorie best international DJ[50]
- 2007: Knight of France's Order of Arts[51]
- 2016: The Spirit of Detroit Award[52]
- 2017: Officer of France's Order of Arts[51]

## Privéleven
Mills verhuist veel. In het midden van de jaren 90, verlaat hij Detroit en vestigde zich in New York. Later zou hij een tijd in Berlijn en Chicago wonen om daarna naar Miami te gaan. Jeff Mills is getrouwd met de Japanse Yoko Uozumi. Samen hebben ze een dochter. Uozumi heeft een functie bij het Axis-label. Eerder, als ze een tijd in Chicago wonen, runt ze een tijd lang een modewinkel met de naam Gamma Player, vernoemd naar een track op de Humana EP uit 1995. In een interview geeft Mills echter aan dat hij vanwege zijn drukke werkzaamheden niet veel thuis is maar dat hij steun heeft voor zijn toewijding aan zijn werk. Ook geeft hij aan dat vrije tijd in zijn leven eigenlijk nauwelijks bestaat. Pogingen om een sabbatical van een half jaar te nemen zijn meerdere malen mislukt. Naar eigen zeggen is het te moeilijk om nee te verkopen aan de liefhebbers van zijn muziek.

## Optredens in Nederland en België
Hieronder een selectie van optredens die Jeff Mills in Nederland en België heeft gedaan.
- Cherry Moon (1994 (2x), 1996, 1997)
- Earth (Zwolle) 1994
- Immortality (Amsterdam) 1994
- Lowlands (Edities: 1997, 2004)
- Innercity (Edities: februari 1999, december 1999)
- Doornroosje (2000, 2002, 2010, 2012, 2013, 2015, 2020)
- Shockers 2001
- Jeff Mills Dutch Tour (2001)
- Awakenings (Edities: oktober 1999, juni 2003, september 2007, november 2008, november 2009, juni 2010, januari 2011, juni 2011, november 2011, juni 2012, juni 2013, december 2013, juni 2014, juni 2015, juni 2016, april 2017, juni 2018, januari 2019, juni 2019)
- I Love Techno (Edities: 1999, 2000, 2014, 2017)
- Dance Valley 2004
- Extrema Outdoor (2007, 2014)
- Fuse (2004 (3x), 2005, 2006, 2007 (2x) , 2008, 2009, 2010 (2x), 2012, 2015, 2018, 2020)
- Tomorrowland (2007, 2010, 2012, 2013, 2014)
- Dekmantel (2010, 2012, 2013, 2014, 2015, 2016, 2017, 2019)
- Amsterdam Dance Event (Edities: 2010, 2012, 2015, 2016, 2017, 2018, 2019)
- Mysteryland (Edities: 2012, 2015)
- Koninklijk Concertgebouw (2015, 2016)
- Zomerparkfeest (2016)
- Ampere (Edities: 2016, 2018, 2019)
- Kompass Klub (2017, 2018)
- Pukkelpop 2019
- Solar Weekend 2013

## Uitgaven

### Studioalbums
- Waveform Transmission - Volume 1 (Tresor) 1993
- X103 (met Robert Hood) - Atlantis  (Tresor) 1993
- Waveform Transmission - Volume 3 (Tresor) 1994
- From the 21st (SMEJ Associated Records) 1999
- Millsart - Every Dog Has Its Day
- Metropolis (Tresor) 2000 (Axis) 2000
- Millsart - Every Dog Has Its Day (Axis) 2000
- Time Machine (Tomorrow) 2001
- Millsart - Every Dog Has Its Day vol. 2 (Axis) 2001
- At First Sight (React) 2001
- Millsart - Every Dog Has Its Day vol. 3 (Axis) 2002
- Actual (Axis) 2002
- Millsart - Every Dog Has Its Day vol. 4 (Axis) 2003
- The Three Ages (Axis) 2004
- Contact Special (Axis) 2005
- Blue Potential (Live With Montpellier Philharmonic Orchestra) (UWe) 2006
- One Man Spaceship (Axis) 2006
- Sleeper Wakes (Third ear) 2009
- The Occurrence (Third ear) 2010

- The Drummer 26 (Purpose maker) 2010
- 2087 (Axis) 2011
- The Power (Axis) 2011
- Fantastic Voyage (Axis) 2011
- The Messenger (Axis) 2012
- The Jungle Planet (Axis)
- Chronicles of Possible Worlds (Axis) 2013
- Emerging Crystal Universe (Axis) 2014
- Man From Tomorrow (Axis) 2014
- And What About The Truth (Tomorrow) 2014
- Woman In The Moon (Axis) 2015
- When Time Splits (met Mikhaïl Rudy) (Axis) 2015
- Proxima Centauri (Time Tunnel) 2015
- Free Fall Galaxy (Axis) 2016
- Planets (Axis) 2017
- A Trip To The Moon (Axis) 2018
- And Then There Was Light (Axis) 2018
- Moon - The Area of Influence  (Axis) 2019
- Millsart - Every Dog Has Its Day vol. 5 (Axis) 2020
- Millsart - Every Dog Has Its Day vol. 6 (Axis) 2020

### Compilaties
- Mix-Up Volume 2 Live at the Liquid Room (React) 1995
- The other Day (S3) (1997)
- Purpose Maker Compilation (Purpose maker) 1998
- The Art of Connecting (Hardware) 20000
- Lifelike (Purpose maker) 2000
- Choice: A Collection of Classics (Azuli) 2004
- Gamma Player Compilation Vol. 1 - The Universe By Night (Axis) 2007
- Sequence (A Retrospective Of Axis Records) (Axis) 2012
- Time tunnel (Axis) 2014
- RA.EX192 Jeff Mills (Resident advisor) 2014
- Sight Sound And Space (Axis) 2019

### Singles en ep's
- Midi Mechanixx ft. The Wizard - Pump Wid Acid (Vibe records) 1988
- H-Bomb - Radar (Hardwax) 1992
- H&M (met Robert Hood) - Tranquilizer EP (Axis) 1992
- Changes Of Life (Axis) 1992
- The Subjects v. Jeff Mills - Beyond... / Dark Matter (ULR One) 1993
- Berlin (Pow wow Trance) 1993
- X-103 (met Robert Hood) - Thera EP 1993
- H&M (met Robert Hood) - Drama EP  (Axis) 1993
- Servo Unique - Servo Unique (Luxury Records) 1993
- Millsart - Mecca EP  (Axis) 1993
- The Extremist (Tresor) 1994
- Cycle 30 (Axis) 1994
- Growth (Axis)	1994
- The Purpose Maker EP (Axis) 1995
- X-103 (met Robert Hood) - Tephra EP (Axis) 1995
- Humana EP (Axis) 1995
- Shifty Disco EP (International Deejay Gigolo Records)	1996
- The Other Day EP (Axis) 1996
- Java EP  (Purpose Maker) 1996
- Very EP (Axis) 1996
- Confidentials 5-8 (Axis) 1996
- Our Man From Havana (Purpose Maker) 1997
- More Drama (Axis) 1997
- Steampit EP (Purpose Maker) 1997
- Tomorr w (Axis) 1997
- Millsart - Inner Life/Medusa (React) 1997
- Kat Moda EP (Purpose Maker) 1997
- Force Universelle EP (Purpose Maker) 1997
- Millsart - Psychosis (1997)
- Millsart - More drama (1997)
- Vanishing Act EP (Purpose Maker) 1998
- Live Series (Purpose maker) 1998
- Skin Deep EP (Purpose Maker) 1999
- If / Tango (Purpose Maker) 1999
- Preview (Tomorrow) 1999
- Apollo EP (Axis) 1999
- Circus (Purpose Maker) 2000
- Lifelike EP (Axis) 2000
- Metropolis (Axis) 2000
- Memory (Tomorrow)	2000
- The Electrical Experience (Purpose Maker)	2001
- Jet Set (Purpose Maker) 2001
- AX-009 A/B (Axis)	2001
- 4 Art/UFO (Axis) 2001
- Time Machine (Axis) 2001
- Conquest (Axis) 2001
- Late Night (Tresor) 2002
- Twilight Scenario (NSC Records) 2003
- See The Light Part 1 (Axis) 2003
- See The Light Part 2 (Axis) 2003
- See The Light Part 3 (Axis) 2003
- Condor To Mallorca (Ken Ishii Remixes) (Axis)	2003
- Alarms (Ben Sims Remixes) (Axis) 2003
- The Divine EP (Purpose Maker)	2003
- Medium (Axis)	2003
- Kana (Purpose Maker) 2003
- Expanded (Axis) 2004
- From The 21st Pt. 1 (Axis) 2004
- From The 21st Pt. 2 (Axis) 2004
- The Tomorrow Time Forgot (Axis) 2004

- Absolutespecial/Highlightspecial/Contactspecial (Axis) 2004
- Three Ages/Present Age (MK2 Music) 2004
- Suspense/Dramatized (Axis) 2005
- Three Ages/Roman Age (Part Two) (MK2 Music) 2005
- Infinitespecial/Connectionspecial/Illuminationspecial (Axis) 2005
- Three Ages/Keaton's Theme (Part Three)(MK2 Music)	2005
- Blade Runner (Axis) 2005
- Syntheticspecial/Transformationspecial/Scenariospecial (Axis)	2005
- Time Mechanic (Axis) 2005
- Natural World (Purpose Maker) 2006
- The Bells (10th Anniversary) (Purpose Maker) 2005
- Gateway To Zen (Axis) 2006
- Systematic (Axis)	(2007)
- Alpha Centauri (2008)
- Time Mechanics 02 Eternity (Axis) 2008
- Time Mechanics 03 Adjustments (Axis) 2008
- Untitled (Something In The Sky) 2009
- And What About The Truth (Tomorrow) 2009
- Niteroi (Axis) 2009
- The Drummer (Purpose Maker) 2009
- The Drummer Pt.2 (Purpose Maker) 2009
- The Good Robot(Axis) 2009
- The Defender (Axis) 2009
- Untitled (Something In The Sky) 2010
- The Drummer Pt.3 (Purpose Maker) 2010
- 2087 (Axis) (2010)
- Untitled (Something In The Sky) 2010
- Untitled (Something In The Sky) 2010
- Something In The Sky 6 (Something In The Sky)	2010
- Untitled (Something In The Sky) 2010
- Star Chronicles - Orion EP (Tomorrow) 2011
- Untitled (Something In The Sky) 2011
- The Power (Axis) 2011
- The Beatmaster EP (Axis) 2011
- Thoughts Of Phutura (Axis) 2012
- Untitled - (Something In The Sky) 2012
- Untitled (Taken) 2012
- The Space Horizon/ust Imagine... (Axis) 2013
- Untitled (Something In The Sky) 2013
- Malone Découvre Le Dinosaure (Axis) 2014
- Zones And Layers (Axis) 2014
- Robot Defection/What A Machine Believes (Axis) 2014
- Fixtant (Axis) 2014
- Jino, Ohno, Mitchell, Mills - Kobe Session (Axis) 2016
- The Kill Zone EP (Axis) 2016
- The Domino Effect (Axis) 2016
- Lost In Space (Axis) 2017
- Spiral deluxe - Tathata (Axis) 2018
- Tony Allen & Jeff Mills - Tomorrow Comes The Harvest (Blue Note Lab) 2018
- Ken Ishii With Jeff Mills - Take No Prisoners (U/M/A/A) 2019
- If (Remixes By Terrence Parker) (Purpose Maker) 2019
- Str Mrkd (Str Mrkd) 2019
- Voodoo Magic (Axis) 2019
- The Director's Cut (Axis) 2019
- The Director's Cut chapter 2 (Axis) 2019
- The Director's Cut chapter 3 (Axis) 2019
- The Director's Cut chapter 4 (Axis) 2019
- The Director's Cut chapter 5 (Axis) 2019
- The Director's Cut chapter 6 (Axis) 2019

### Dvd's
- Exhibitionist (Axis) 2004
- Exhibitionist 2 (Axis) 2015

| Dvd's met hitnoteringen in de Nederlandse Music Top 30 | Datum van verschijnen | Datum van binnenkomst | Hoogste positie | Aantal weken | Opmerkingen |
| ------------------------------------------------------ | --------------------- | --------------------- | --------------- | ------------ | ----------- |
| Exhibitionist 2                                        | 2015                  | 10-10-2015            | 9               | 2            |             |